# Herrarnas lagtempo i hastighetsåkning på skridskor vid olympiska vinterspelen 2006
Herrarnas lagtempo i skridskor vid de olympiska vinterspelen 2006 avgjordes den 21 februari.

## Medaljörer
| Gren     | Guld                                                                        | Silver                                                                          | Brons                                                                                 |
| Lagtempo | Italien Matteo Anesi Stefano Donagrandi* Enrico Fabris Ippolito Sanfratello | Kanada Arne Dankers Steven Elm Denny Morrison* Jason Parker* Justin Warsylewicz | Nederländerna Sven Kramer Rintje Ritsma* Mark Tuitert Carl Verheijen Erben Wennemars* |

## Resultat
| Placering | Lag                                                                                   |
| --------- | ------------------------------------------------------------------------------------- |
| 1         | Italien Matteo Anesi Stefano Donagrandi Enrico Fabris Ippolito Sanfratello            |
| 1         | Kanada Arne Dankers Steven Elm Denny Morrison Jason Parker Justin Warsylewicz         |
| 1         | Nederländerna Sven Kramer Rintje Ritsma Mark Tuitert Carl Verheijen Erben Wennemars   |
| 4         | Norge Håvard Bøkko Eskil Ervik Øystein Grødum Lasse Sætre                             |
| 5         | Ryssland Artyom Detyshev Alexandr Kibalko Yevgeny Lalenkov Dmitry Shepel Ivan Skobrev |
| 6         | USA K,C, Boutiette Chad Hedrick Charles Ryan Leveille Cox Clay Mull Derek Parra       |
| 7         | Tyskland Joerg Dallmann Stefan Heythausen Robert Lehmann Tobias Schneider             |
| 8         | Japan Kesato Miyazaki Teruhiro Sugimori Takahiro Ushiyama                             |

### Heat
| Placering | Lag                                                           | Tid     | Noteringar |
| --------- | ------------------------------------------------------------- | ------- | ---------- |
| 1         | Kanada Arne Dankers Steven Elm Denny Morrison                 | 3:47,37 |            |
| 2         | Italien Stefano Donagrandi Enrico Fabris Ippolito Sanfratello | 3:47,79 |            |
| 3         | Nederländerna Rintje Ritsma Mark Tuitert Carl Verheijen       | 3:48,02 |            |
| 4         | Norge Eskil Ervik Øystein Grødum Lasse Sætre                  | 3:49,55 |            |
| 5         | Tyskland Stefan Heythausen Robert Lehmann Tobias Schneider    | 3:49,59 |            |
| 6         | Ryssland Artyom Detyshev Alexandr Kibalko Ivan Skobrev        | 3:49,75 |            |
| 7         | USA Charles Ryan Leveille Cox Clay Mull Derek Parra           | 3:51,32 |            |
| 8         | Japan Kesato Miyazaki Teruhiro Sugimori Takahiro Ushiyama     | 4:03,83 |            |

### Utslagningsomgång

#### Kvartsfinal
| Seed | Lag                                                       | Tid     | Noteringar |
| ---- | --------------------------------------------------------- | ------- | ---------- |
| 1    | Kanada Denny Morrison Jason Parker Justin Warsylewicz     | 3:52,01 | Q          |
| 8    | Japan Kesato Miyazaki Teruhiro Sugimori Takahiro Ushiyama | 3:53,88 |            |

| Seed | Lag                                                       | Tid     | Noteringar |
| ---- | --------------------------------------------------------- | ------- | ---------- |
| 4    | Norge Håvard Bøkko Eskil Ervik Mikael Flygind Larsen      | 3:47,81 | Q          |
| 5    | Tyskland Jörg Dallmann Stefan Heythausen Tobias Schneider | 3:49,68 |            |

| Seed | Lag                                                       | Tid     | Noteringar |
| ---- | --------------------------------------------------------- | ------- | ---------- |
| 2    | Italien Matteo Anesi Enrico Fabris Ippolito Sanfratello   | 3:43,64 | Q          |
| 7    | USA K,C, Boutiette Chad Hedrick Charles Ryan Leveille Cox | 3:44,11 |            |

| Seed | Lag                                                      | Tid     | Noteringar |
| ---- | -------------------------------------------------------- | ------- | ---------- |
| 3    | Nederländerna Sven Kramer Carl Verheijen Erben Wennemars | 3:44,65 | Q 2[›]     |
| 6    | Ryssland Yevgeny Lalenkov Dmitry Shepel Ivan Skobrev     | 3:47,49 |            |

#### Semifinaler
| Seed | Lag                                                   | Tid     | Noteringar |
| ---- | ----------------------------------------------------- | ------- | ---------- |
| 1    | Kanada Arne Dankers Denny Morrison Justin Warsylewicz | 3:44,91 | Q          |
| 4    | Norge Håvard Bøkko Eskil Ervik Øystein Grødum         | 3:47,81 |            |

| Seed | Lag                                                      | Tid       | Noteringar |
| ---- | -------------------------------------------------------- | --------- | ---------- |
| 2    | Italien Matteo Anesi Enrico Fabris Ippolito Sanfratello  | Overtook  | Q          |
| 3    | Nederländerna Sven Kramer Carl Verheijen Erben Wennemars | Overtaken |            |

#### Finaler
Final A (Guldmatch)
| Seed | Lag                                                     | Tid     | Noteringar |
| ---- | ------------------------------------------------------- | ------- | ---------- |
| 1    | Kanada Arne Dankers Steven Elm Justin Warsylewicz       | 3:47,28 |            |
| 2    | Italien Matteo Anesi Enrico Fabris Ippolito Sanfratello | 3:44,46 |            |

Final B (Bronsmatch)
| Seed | Lag                                                   | Tid     | Noteringar |
| ---- | ----------------------------------------------------- | ------- | ---------- |
| 3    | Nederländerna Sven Kramer Mark Tuitert Carl Verheijen | 3:44,53 |            |
| 4    | Norge Håvard Bøkko Eskil Ervik Mikael Flygind Larsen  | 3:45,96 |            |

Final C (Match om femte plats)
| Seed | Lag                                                    | Tid     | Noteringar |
| ---- | ------------------------------------------------------ | ------- | ---------- |
| 6    | Ryssland Aleksandr Kibalko Dmitry Shepel Ivan Skobrev  | 3:46,91 |            |
| 7    | USA K,C, Boutiette Charles Ryan Leveille Cox Clay Mull | 3:49,73 |            |

Final D (Match om sjunde plats)
| Seed | Lag                                                        | Tid     | Noteringar |
| ---- | ---------------------------------------------------------- | ------- | ---------- |
| 5    | Tyskland Stefan Heythausen Robert Lehmann Tobias Schneider | 3:48,28 |            |
| 8    | Japan Kesato Miyazaki Teruhiro Sugimori Takahiro Ushiyama  | 3:50,37 |            |